# شهیدالله
شهیدالله (به اویغوری: شەيدۇللا بازىرى)(به چینی: 赛图拉镇، به پین‌یین:‌ Sàitúlā Zhèn) یک شهرک در جمهوری خلق چین است که در شهرستان گوما قرار دارد. شهیدالله ۳٬۶۴۶ متر بالاتر از سطح دریا واقع شده‌است.
در قرن ۱۹ میلادی، زیارتگاهی برای شخصی به نام «خواجه شهیدالله» در این منطقه وجود داشت. این زیارتگاه بر روی مسیر کاروانی متصل کنندهٔ ترکستان چین و کشمیر بود. کوچ‌نشینان قرقیز منطقه و همین‌طور مسافرین مسیر کاروانی، در این زیارتگاه به استراحت و مناجات می پرداختند.